# Ambasada Demokratycznej Republiki Konga w Polsce

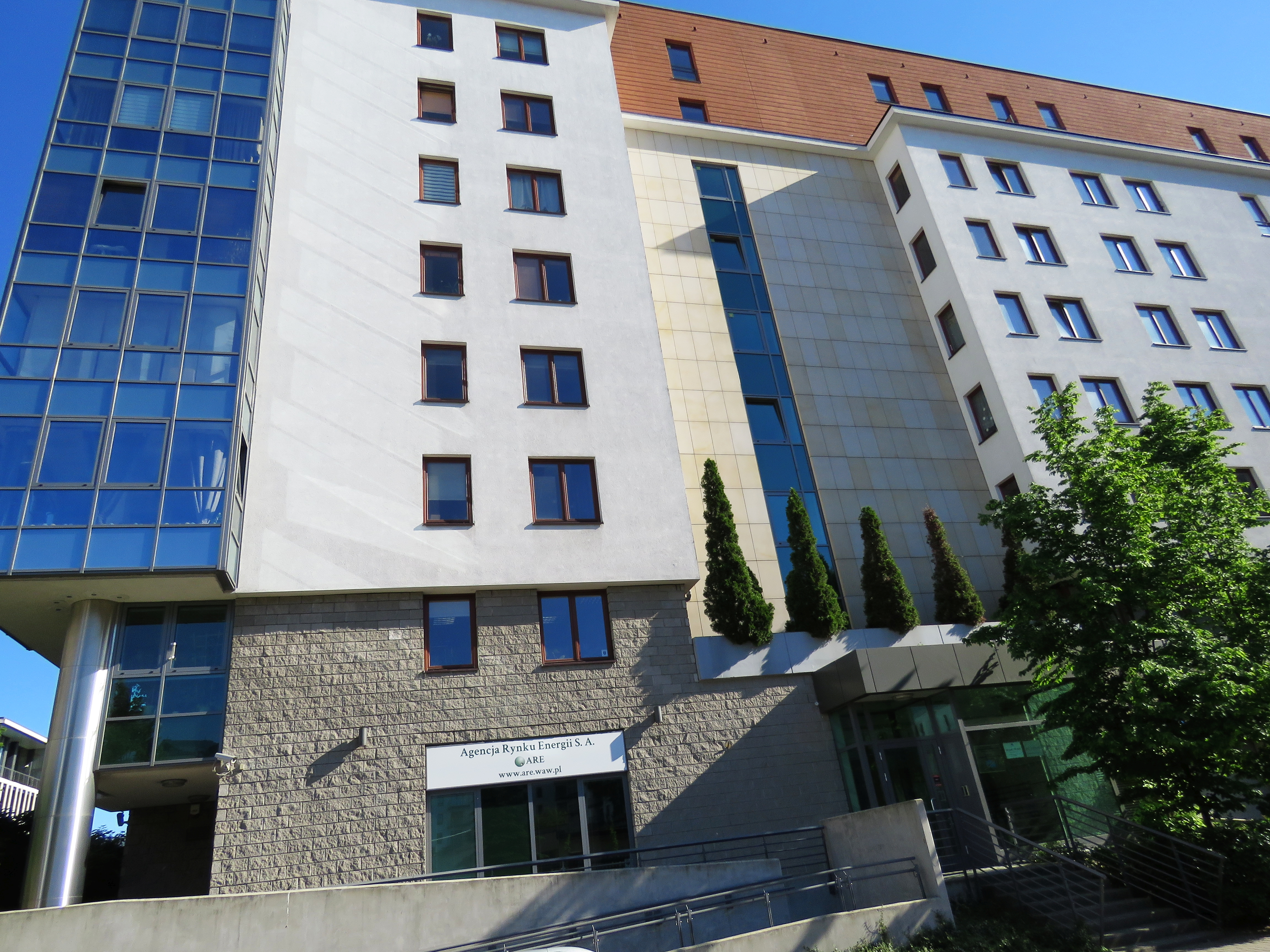
Dawna siedziba ambasady Demokratycznej Republiki Konga przy ul. Bobrowieckiej (2014–2020)

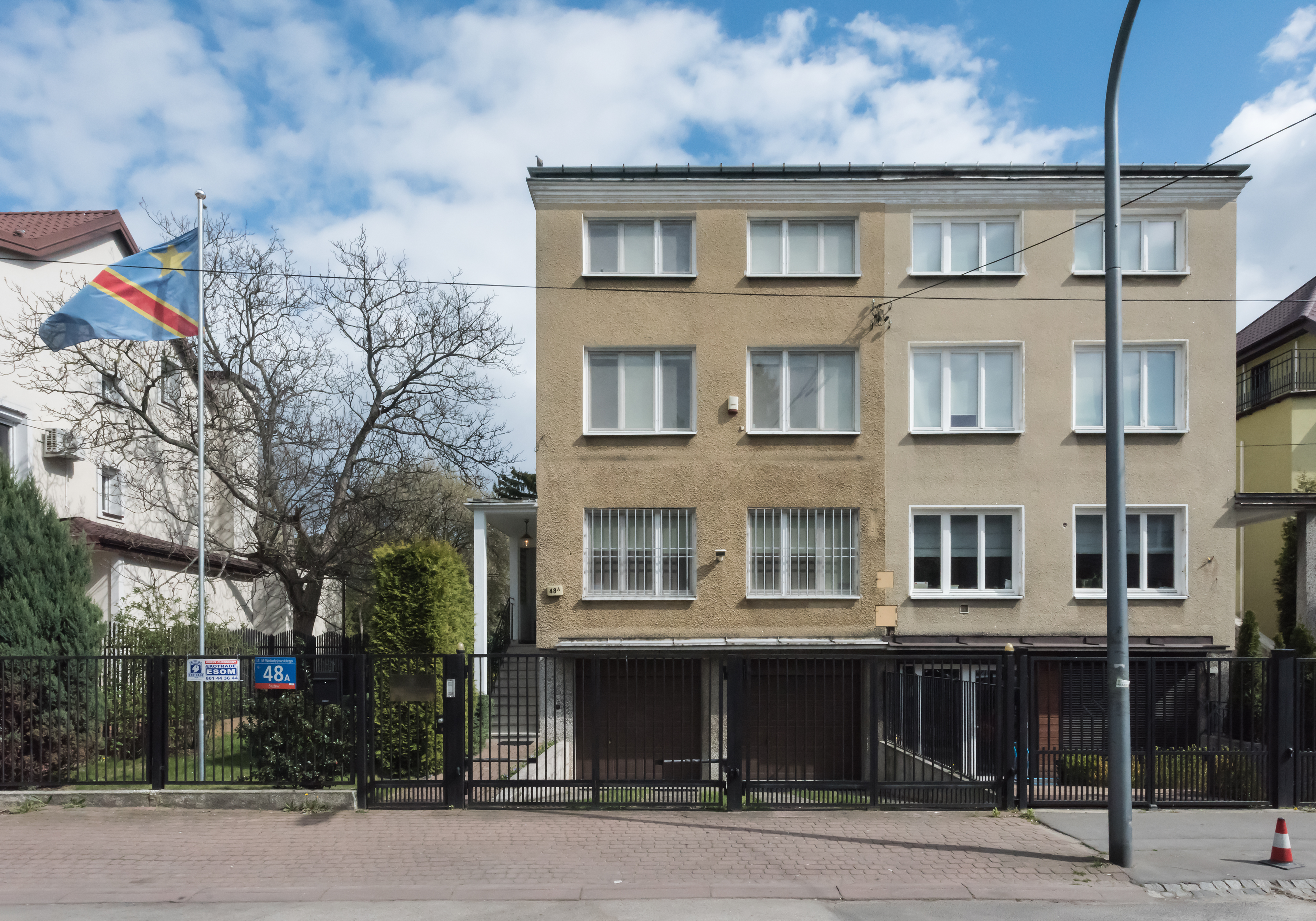
Dawna siedziba ambasady Demokratycznej Republiki Konga przy ul. Wołodyjowskiego (2020)

Ambasada Demokratycznej Republiki Konga w Polsce (fr. Ambassade de la République démocratique du Congo en Pologne) – placówka dyplomatyczna znajdująca się w Warszawie przy ul. Bogatki 3.

## Siedziba
Stosunki dyplomatyczne nawiązano w 1960. W latach 1974–1976 w Warszawie był akredytowany ambasador dawnego Zairu z siedzibą w Berlinie przy Hermann-Duncker-Straße 92, obecnie Treskowallee. Następnie przeniesiono ją do Warszawy i mieściła się w pensjonacie Zgoda przy ul. Szpitalnej 1 (1977–1978), ul. J.M. Hoene-Wrońskiego 9 (1979), ul. Niegolewskiego 14 (1981–1990), ul. Kubickiego 11 (1991–1993), ul. Starościńskiej 1 (2002-2003), ul. Miączyńskiej 50 (2006), ul. Szarotki 11a (2009), ul. Bobrowieckiej 3/78 (2010–2020), ul. Wołodyjowskiego 48a (2020), obecnie przy ul. Bogatki 3 (2020-).